# Camí de l'Horta (Guàrdia de Noguera)
El Camí de l'Horta és un camí del terme de Castell de Mur, Pallars Jussà, dins de l'antic terme de Guàrdia de Tremp.
Era un camí en part perdut, a causa de l'obertura de nous camins més practicables. Es va recuperar el Novembre de 2022. Uneix la vila de Guàrdia de Noguera amb la partida de l'Horta, situada a l'est-nord-est de la vila. El tram recuperat arrenca de prop de l'extrem nord-oest del Tros de la Manela del Pere, al poble de Guàrdia i acaba a la carretera LV 9124, just al costat del pont que travessa la via dels FGC línia Lleida-Pobla de Segur. El tram inferior recuperat, no es correspom a l'original, degut a un esllavisament.